# ユストゥス・ファン・エフモント
ユストゥス・ファン・エフモント（Justus van Egmont、フランスではJuste d'Egmont、1602年 - 1674年1月8日）は、フランドルの画家である。肖像画を描き、タペストリーのデザイナーとしても働いた。フランスの王立絵画彫刻アカデミーの創立メンバーの一人である。

## 略歴
ライデンで大工の息子に生まれた。父親が亡くなった後、1615年に母親とアントウェルペンに移り、ガスパル・ファン・デン・フーケの弟子になった。1618年に徒弟期間が終わった後、イタリアで修行をした。1620年から1628年の間はアントウェルペンのピーテル・パウル・ルーベンス(1577-1640)の工房で働いた。1628年にアントウェルペンの聖ルカ組合の親方になった記録がある。
ルーベンスが1628年にスペインに移った時に、ファン・エフモントはフランスで働くことを選び、パリのシモン・ヴーエ(1590-1649)の工房で働き、タペストリーの元絵も多数制作した。
コンデ公やオルレアン公の画家になり、バレロワ城(Château de Balleroy)の装飾を手がけた。 ルイ13世とルイ14世の宮廷画家になり、王族の肖像画を描いた。 1648年にフィリップ・ド・シャンパーニュ、セバスチャン・ブルドン、シャルル・ルブランらの12人の美術家の一人として王立絵画彫刻アカデミーの創立時のメンバーとなった。
1649年にフランドルに戻り、はじめブリュッセルでタペストリーのデザインをした後、1653年からアントウェルペンに移った。1674年にアントウェルペンで没した。

## 作品

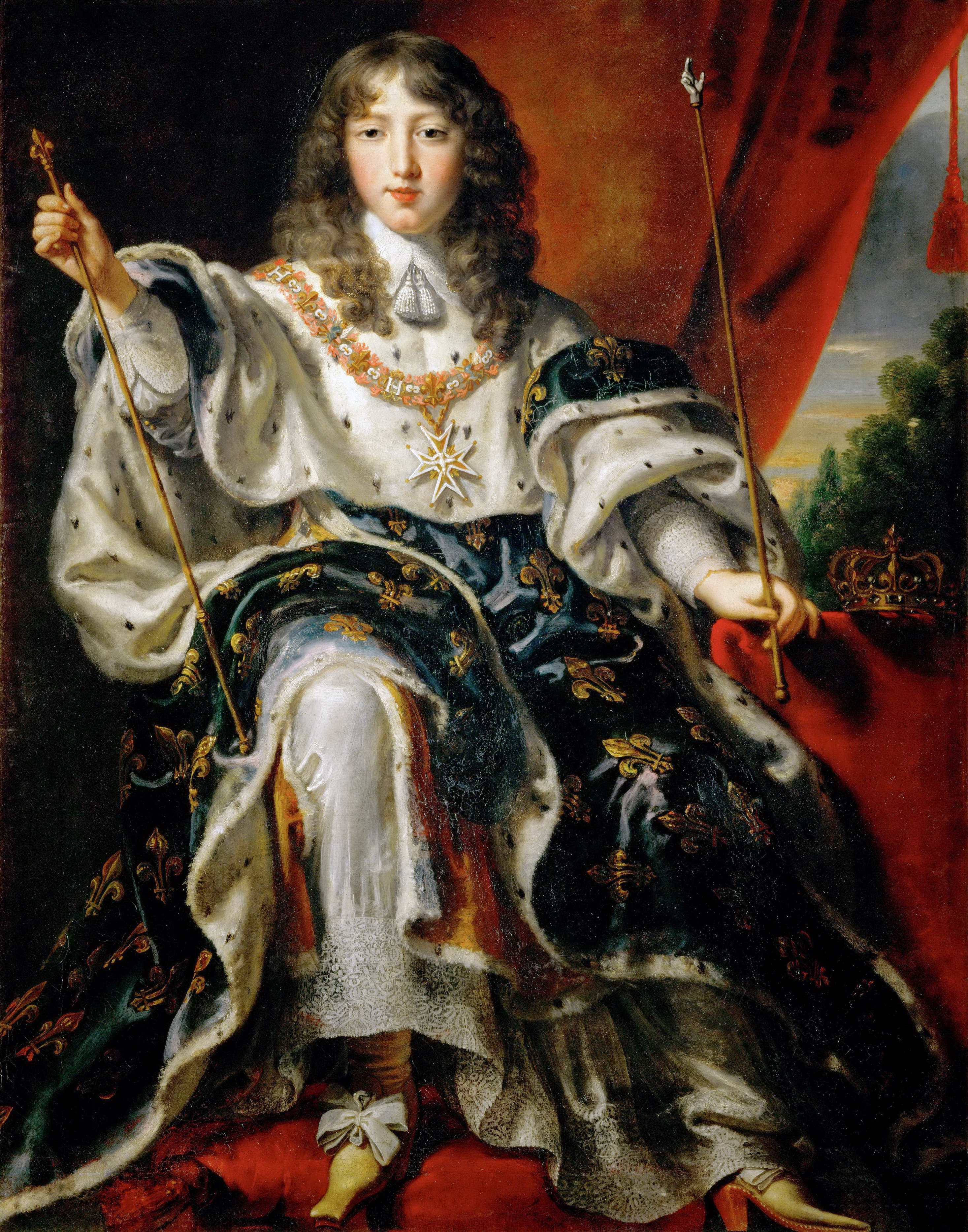
ルイ14世 (フランス王) (1651/1654) 美術史美術館
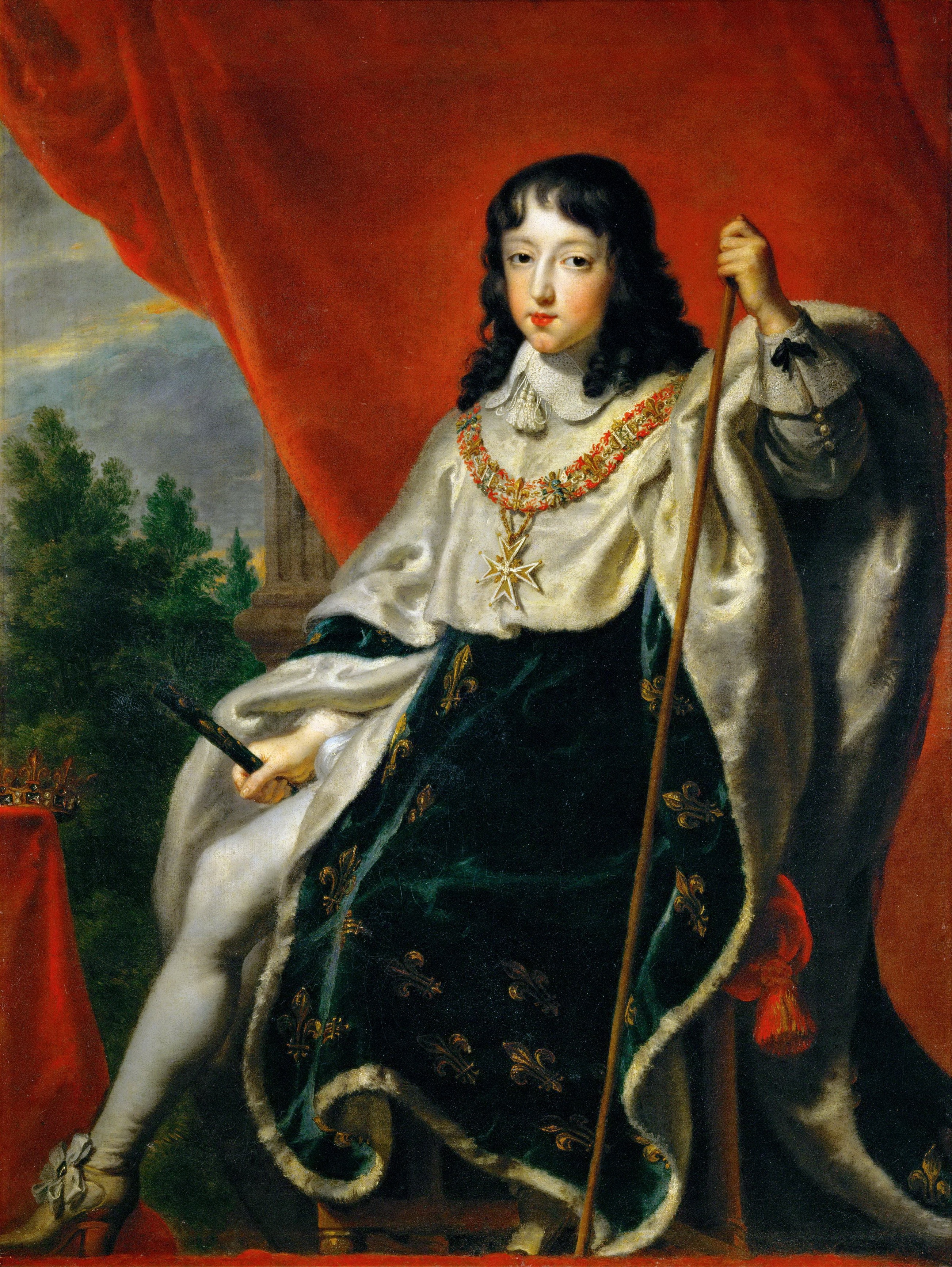
フィリップ1世 (オルレアン公) (1654)
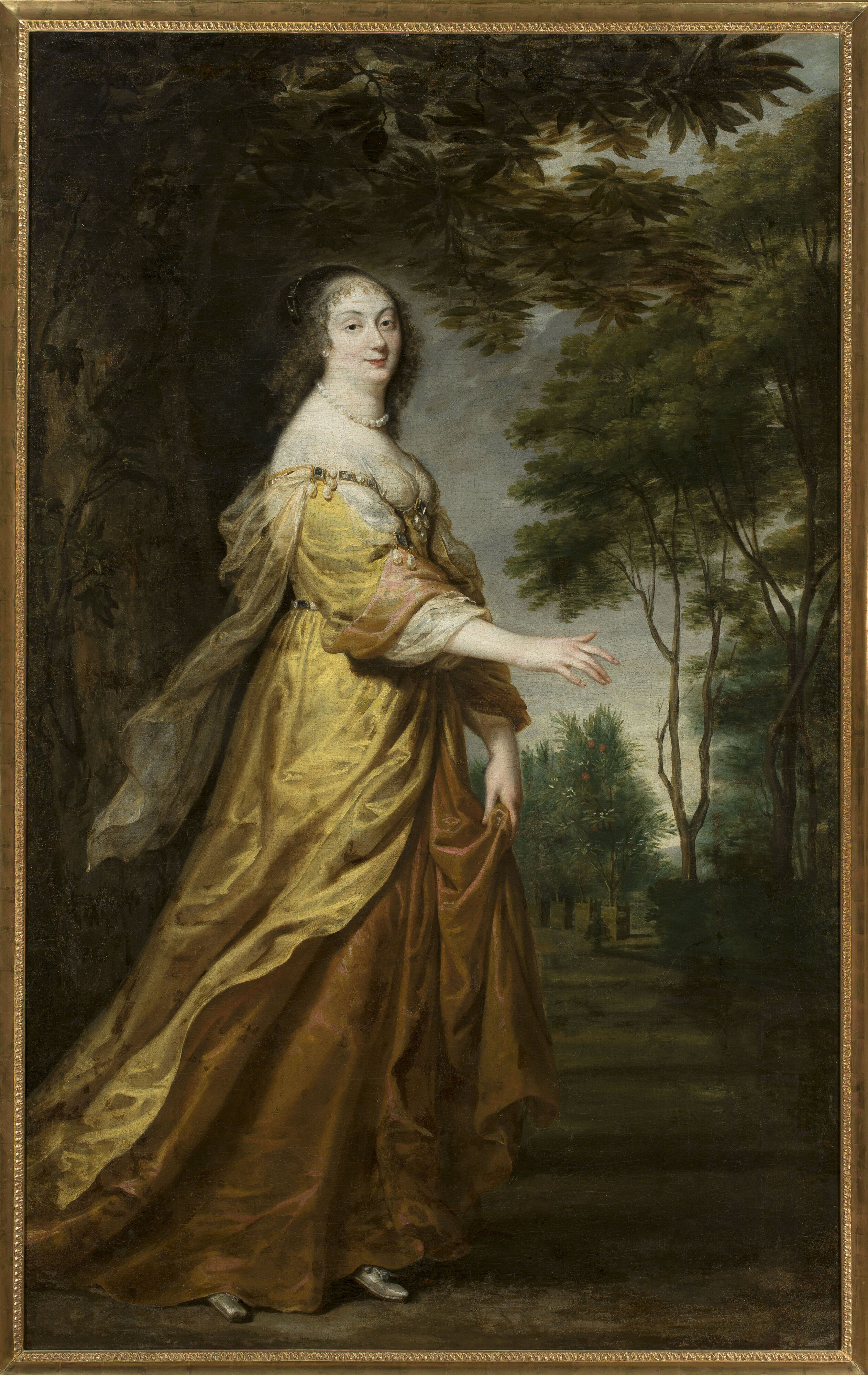
ルドヴィーカ・マリア・ゴンザーガ（ポーランド王妃） ワルシャワ国立美術館
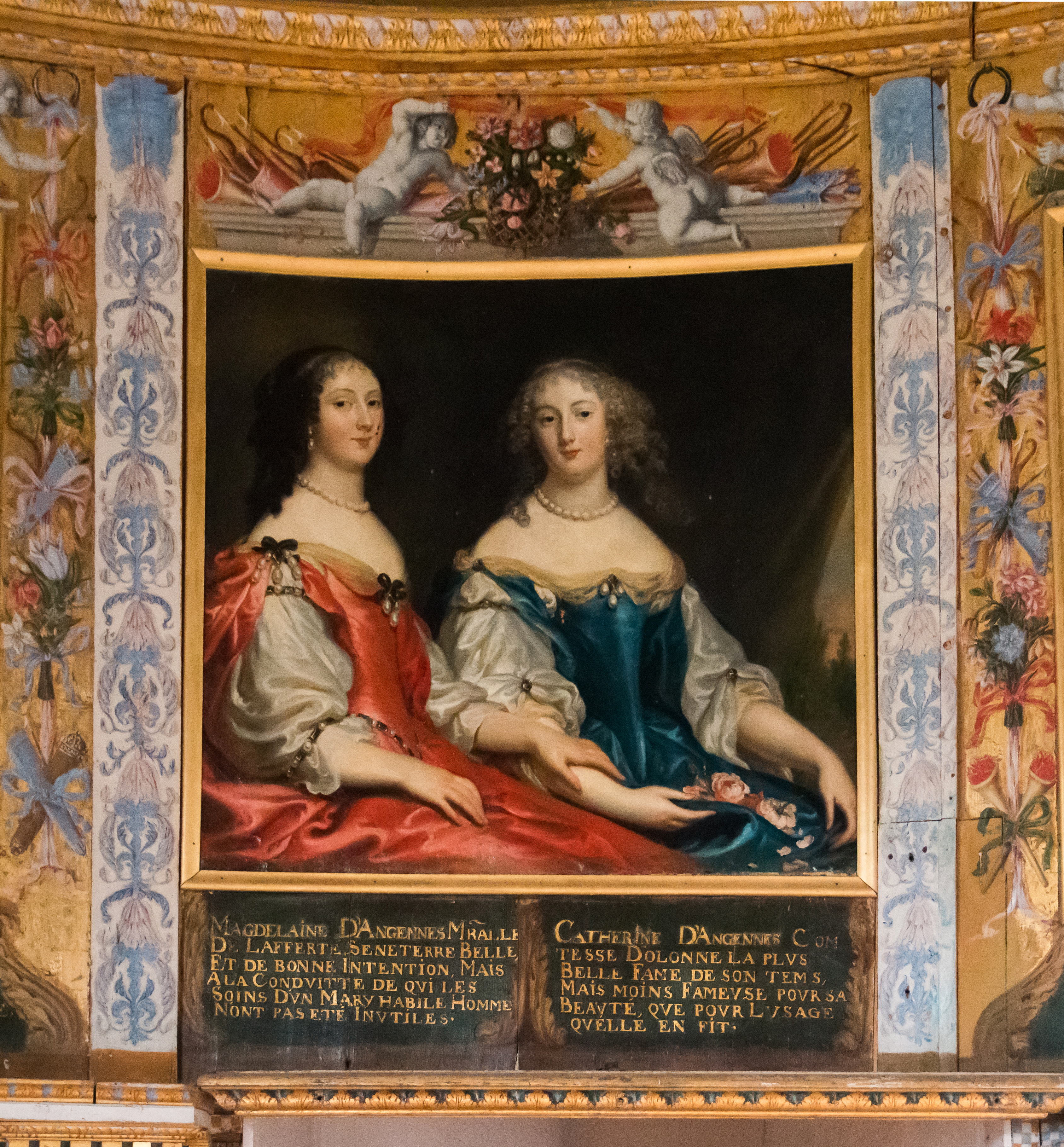
ビュッシー・ラビュタン城の装飾画

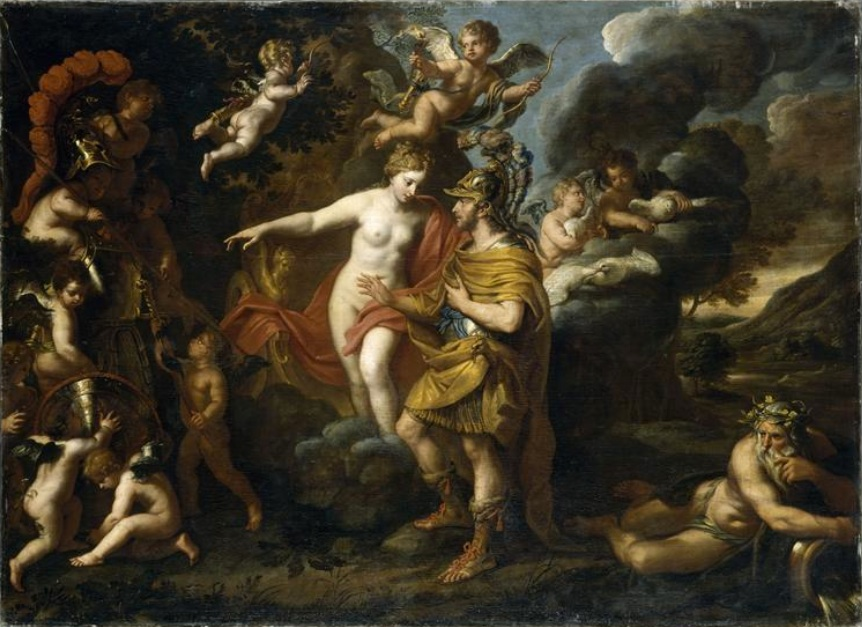
アイネイアスへ武器を与えるヴィーナス ルーブル美術館
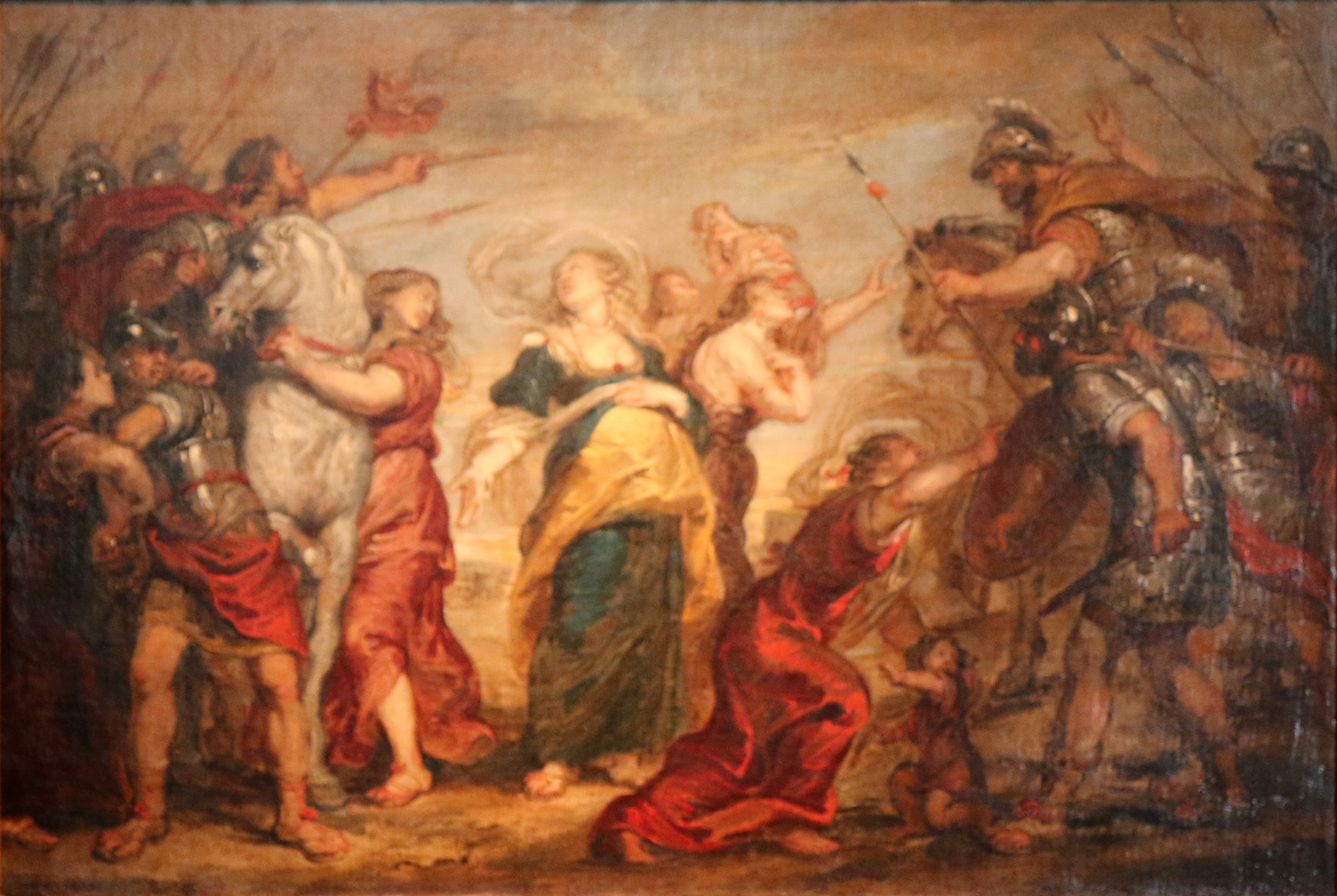
ローマ人とサビニ人の対立 ルーベンスの家
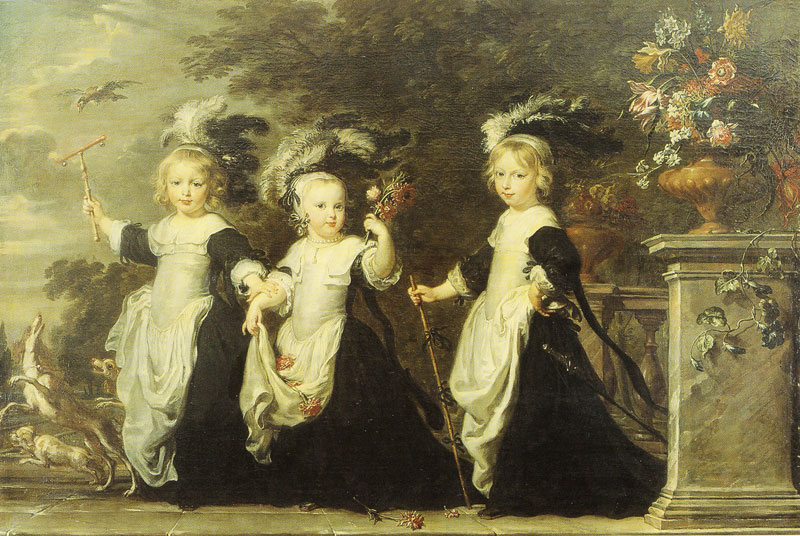
アントウェルペンの貴族、Goubau家の子供たち　(166)